# USAC National Championship 1966
USAC National Championship 1966 var ett race som kördes över 16 omgångar, med Mario Andretti som mästare.

## Delsegrare
| Bana             | Vinnare         |
| ---------------- | --------------- |
| Phoenix          | Jim McElreath   |
| Trenton          | Rodger Ward     |
| Indianapolis 500 | Graham Hill     |
| Milwaukee        | Mario Andretti  |
| Langhorne        | Mario Andretti  |
| Atlanta          | Mario Andretti  |
| Pikes Peak       | Bobby Unser     |
| Clermont         | Mario Andretti  |
| Langhorne        | Roger McKluskey |
| Springfield      | Don Branson     |
| Milwaukee        | Mario Andretti  |
| DuQuoin          | Bud Tingelstad  |
| Springfield      | Mario Andretti  |
| Trenton          | Mario Andretti  |
| Sacramento       | Dick Atkins     |
| Phoenix          | Mario Andretti  |

## Slutställning
| Plats | Förare          | Poäng |
| ----- | --------------- | ----- |
| 1     | Mario Andretti  | 3070  |
| 2     | Jim McElreath   | 2430  |
| 3     | Gordon Johncock | 2050  |
| 4     | Joe Leonard     | 1275  |
| 5     | Al Unser        | 1260  |
| 6     | Bobby Unser     | 1210  |
| 7     | Don Branson     | 1135  |
| 8     | Chuck Hulse     | 1030  |
| 9     | Graham Hill     | 1000  |
| 10    | Billy Foster    | 930   |
| 11    | Bud Tingelstad  | 870   |
| 12    | Dick Atkins     | 815   |
| 13    | Jim Clark       | 800   |
| 14    | Roger McKluskey | 780   |
| 15    | A.J. Foyt       | 775   |
| 16    | Mel Kenyon      | 560   |
| 17    | Rodger Ward     | 540   |
| 18    | Al Smith        | 420   |
| 19    | Jackie Stewart  | 400   |
| 20    | Gary Congdon    | 390   |